# Botka Tivadar
Széplaki Botka Tivadar (Kisendréd, 1802. július 6. – Kisvezekény, 1885. január 6.) magyar jogász, jogtörténész, Bars vármegyei főjegyző, a Magyar Tudományos Akadémia tagja, országgyűlési képviselő.

## Élete
Édesapja széplaki Botka László (1761-?), pozsonyi szolgabíró és édesanyja gosztonyi és kréncsi Gosztonyi Jozefa (1766-1804) volt.
Iskoláit Léván, Nagyszombatban és Pesten, felsőfokú tanulmányait Pozsonyban, Pesten és Egerben  végezte el. Tanárai közül Schwartner Márton volt rá a legnagyobb hatással, akit 1819-ben hallgatott. 1823-ben szerezte ügyvédi diplomáját, Bars megyében kezdte meg közszolgálati pályáját. 1824-től kezdve mint első tiszti alügyész, utóbb főszolgabíró, tiszti főügyész, 1840-ben megyei főjegyző, később mint megyebizottsági tag vett részt a megyei ügyekben. Mint főjegyző élesen kikelt a főispánok visszaélései ellen, a miért le is kellett mondania. 1843-ban országgyűlési követté választották és a liberális eszmék harcosai közé állott. 1847-ben Kisvezekényre költözött, ahol testvérével Istvánnal 80 ezer aranyért megvásárolták a Bacskády család birtokát. 1847–1848-ban ismét megválasztották, de lemondott mandátumáról. A világosi fegyverletétel után, az első provizórium alatt rövid ideig törvényszéki elnök volt; részt vett a megye gazdasági egyesületének megalkotásában és vezetésében mint elnök; az 1866-os ínség alkalmával mint felső-magyarországi királyi biztos működött. 1865–1872-ig tagja volt a képviselőháznak és részt vett a regnikoláris bizottságban. 1872-ben visszavonult a közélettől, és 1885 januárjában hunyt el.
A Magyar Tudományos Akadémia 1847. december 29-én levelező, 1872. május 24. rendes, 1877. május 24. tiszteleti taggá választotta; a Magyar Történelmi Társulatnak alapító és választmányi tagja, a pozsonyi Toldy Körnek alakulásakor elnöke volt.
Számos történeti értekezést írt a szaklapokba, úgy mint a Századunkba (1844. Turmező ismertetése), az Uj Magyar Muzeumba (1860.), a Magyar Történelmi Tárba (1861.), a Tudományos Értekezőbe (1862.), a Századokba (1868–78. 1881. 1884.) s a Budapesti Szemlébe (XIII–XVI. Uj folyam I. II. IV. XIII. 1861–66. 1869.); az utóbbiban különösen feltűnést keltett a régi magyar vármegyék szervezetének története; ő pendítette meg először az ezredéves nemzeti ünnep gondolatát (Századok 1878.); írt még az Akad. Értesítőbe (1861. 1872.), a Győri tört. és rég. Füzetekbe (1863–65.), Magyar Sionba (1864. 1867.) és a Pesti Naplóba (1873.)

## Munkái
- De duellis Hungarorum litis decisoriis. Pesthini, 1829.
- Notitia diplomatica veteris constitutionis comitatuum praecipue anecdoto vicecomitum et curiali instituto illustrata. Pest, 1831.
- Az 1843–44. országgyűlési időszakból néhány ismeretlenebb közjogi tárgy és megrögzött balvélemény felvilágosítva. Pozsony: nyomtatott Schmid Antal betűivel, 1844. 80 p.
- Czáfolat városi szavazatok ügyében. Pozsony, 1844. (Különnyomat a Századunkból.)
- Jogtörténeti tanulmányok a magyar vármegyék szervezetéről. Pest, 1865. (Különnyomat a Budapesti Szemléből.)
- Kisfaludy Lipthay Imre Bars és Hont megyék alispánjának és országos törökügyi követnek emlékezete. Pest, 1867.
- A barsmegyei középponti székhelynek Aranyos-Marótról Lévára szükséges áttételéről. Pozsony, 1870.
- Trencséni Csák Máté és kortársai. Budapest, 1873. (Értek. a tört. kör. III. k. 4. sz. Ism. Századok 1873. Tört. Adattár III.)

Kéziratban maradt Barsmegye monographiája, A lévai vár, A szolgabírói hivatal stb.